# 123RF
123RF (часть Inmagine Group) — платформа стоковых фотографий, основанная в 2005 году, которая продает изображения без роялти. В последние несколько лет «123RF» расширил портфолио, чтобы обслуживать растущий рынок индустрии веб-контента. Помимо более 170 миллионов изображений в своей библиотеке, компания также имеет большую коллекцию векторной графики, иконок, шрифтов, видео и аудио файлов. Маркетингом занимается около 350 сотрудников из 40 офисов по всему миру.

## История
В 2000 году основатель компании Энди Ситт уволился из британской компании, которая продавала стоковые изображения на компакт-дисках, показывая клиентам печатные каталоги. Энди начал свой бизнес электронной коммерции с создания компании Inmagine, которая продавала широкоформатные фото премиум-класса. Вместе со Стефани Ситт, которая является соучредителем и нынешним генеральным директором. Inmagine Group — одна из немногих технологических компаний, которые вышли на мировой рынок из Азии.
Inmagine также производила собственный контент, для удовлетворения спроса на который требовались штатные фотографы, графические дизайнеры, визажисты и отдел продаж. В 2005 году Inmagine основала компанию 123RF, которая предлагает стоковые изображения, видео, а также аудиоклипы по цене от 1 до 3 долларов США за штуку. В отличие от предыдущей бизнес-модели, 123RF позволяет фотографам по всему миру продавать свои работы на платформе по модели роялти-фри.
Впоследствии Inmagine Group расширилась за счет создания новых продуктов, таких как Stockunlimited.com, Designs.net, а также приобрела TheHungryJPEG.com, Craftbundles.com, Pixlr.com, Vectr.com и Storyandheart.com.

## Приобретения
В марте 2017 года 123RF приобрел TheHungryJPEG, зарегистрированную в Великобритании торговую площадку шрифтов и графики, и её дочернюю компанию Craftbundles за нераскрытую сумму.
В апреле 2017 года 123RF приобрел Pixlr, онлайн веб-редактор изображений от Autodesk за нераскрытую сумму.
В ноябре 2017 года 123RF приобрела Vectr, веб-редактор векторов, и Story & Heart, платформу для обучения видео.